# Santa Eulàlia de Canals
Santa Eulàlia de Canals era l'església del poble de Canals, de l'antic terme municipal de Peramea i de l'actual de Baix Pallars, a la comarca del Pallars Sobirà. Era sufragània de la parroquial de Pujol.
L'església de Santa Eulàlia era a l'extrem sud-oest del poble, en el mateix nucli de Canals, que formava un bloc compacte. Actualment tot està en ruïnes.
L'any 1083, el comte Artau I vengué al monestir de Gerri la vila de Canals, incloent-hi la parròquia amb els seus delmes i beneficis. A la butlla del papa Alexandre III del 1164, entre els béns confirmats al monestir, hi figura l'església.